# Свет домашнего очага
«Свет домашнего очага» (англ. Firelight) — рассказ Урсулы Ле Гуин из цикла о Земноморье. Написан в 2017 году и опубликован посмертно в 2018 году в престижном журнале Paris Review. Рассказ, завершающий цикл, посвящён смерти Геда. На русском языке опубликован в 2020 году.

## Содержание
Гед — старик, который страдает от боли в груди; Тенар приносит ему еду и помогает согреваться. Он то и дело теряет сознание, его охватывают воспоминания о «раннем детстве, его деревушке, примостившейся на крутом склоне горы, о вечно волглой постели, о запахе древесного дыма полутемным утром в жестокие зимние холода». Гед переживает утрату волшебной силы, хотя ценит то, что это открыло ему возможность любить женщину. Он вспоминает свои подвиги и царство смерти, которое боится, хотя думает, что ему вместе с Арреном и драконом удалось сделать так, что страны мёртвых больше нет. Наконец, после череды видений, Гед «ярким утром» оказывается на борту своей лодки «Зоркая» и видит дракона, который говорит ему на Истинной Речи, что «бояться нечего». Гед смеется, хотя думает о чёрных горах царства смерти — они всё же остались и не исчезли вместе с Тёмной Страной. Он не испытывает страха и приказывает волшебному ветру наполнить парус, чтобы плыть на запад, «пока не доберется туда, где дуют иные ветра».

## Критика
Как отмечает исследователь Джон Роузгрант, автор великодушно дарит герою легкую смерть: на последней стадии психосоциального развития (в терминах Эрика Эриксона) Гед обретает целостность и не испытывает отчаяния, он способен спокойно принять смерть. Ле Гуин нигде прямо не пишет, что Гед умирает, но тонко показывает любовь и взаимопонимание между двумя старыми людьми. По мнению Роузгранта, дракон выполняет роль посланника подсознания в сознании Геда; герой не уверен, что дракон прав, но готов к тому, что случится, и отправляется в свое последнее плавание с радостью. 
Как отмечает литературовед Тимоти Миллер, автор с «нежностью и тоской» обращается к событиям из первого романа цикла, «Волшебник Земноморья». Ле Гуин пересматривает антифеминистский подход раннего романа, хотя сохраняет гендерные различия магии Земноморья: Гед размышляет о пословице (которая в первой книге выглядела двусмысленно) об опасности и слабости женских чар и вспоминает свою тётку, которая в «Волшебнике» была показана как «эгоистичная, невежественная и трусливая ведьма»; герой думает о том, как много она для него сделала. Как отмечает Миллер, тётка в рассказе наконец обретает имя — Гед вспоминает, что её звали Раки.
Драконы в качестве волшебных существ мира Земноморья приобретают в рассказе особую важность: они становятся потусторонними существами, которые встречают смертных во время их «последнего обряда перехода» — перехода от жизни к смерти.